# André Boutemy
André Boutemy est un homme politique français, né le 21 décembre 1905 à Bécherel (Ille-et-Vilaine), décédé le 14 juillet 1959 à Combs-la-Ville (Seine-et-Marne).

## Biographie
Licencié en droit, il devient rédacteur au ministère des Finances puis est détaché à la commission des finances de la Chambre des députés.
Il est nommé par le régime de Vichy sous-préfet de Thonon-les-Bains en octobre 1940, puis directeur des Renseignements généraux de Vichy le 1er avril 1941. Écarté de ce poste à la demande des Allemands en 1943, il est ensuite préfet de la Loire puis préfet régional de Lyon en 1944 où il fait la connaissance de Georges Villiers, qui a été nommé maire en remplacement d'Édouard Herriot, révoqué. Lorsque Georges Villiers est arrêté par la Gestapo, il s'arrange pour qu'il ne soit pas exécuté mais déporté à Dachau.
Incarcéré le 6 novembre 1944 à la prison de Fresnes pour collaboration, il sera libéré le 30 janvier 1945. Un décret du 3 juillet 1945 porte révocation et annulation de la nomination de Boutemy comme préfet vu l'ordonnance du 27 juin 1944 relative à l'épuration. Sa révocation de  l’administration sera levée en 1950. 
Il travaille ensuite aux côtés de Georges Villiers, président du Conseil national du patronat français (CNPF), qui le charge de lutter contre l’influence communiste. Depuis son bureau de la rue de Penthièvre du Centre d'Études Administratives et Économiques (C.E.A.E), il est le dispensateur des fonds du patronat aux candidats soutenus par celui-ci. D'après l'historienne Georgette Elgey, entre 1945 et 1952, le C.E.A.E. aurait distribué 5 à 6 milliards de francs à des partis politiques dont un milliard pour les élections de 1951, les tarifs étant de 500000 pour un député, 1 million pour un ancien ministre.
Il est élu membre du Conseil de la République en 1952 en Seine-et-Marne et siège au groupe du Centre Républicain d’Action Rurale et Sociale.
Lorsque René Mayer, succédant à Antoine Pinay, forme le nouveau gouvernement, le 8 janvier 1953, André Boutemy devient ministre de la Santé publique et de la population.
Sa nomination déchaîne les passions. Plusieurs ministres du gouvernement Mayer s'y opposent. Le 21 janvier, le quotidien communiste Ce soir, dirigé par Louis Aragon, publie un véritable réquisitoire contre Boutemy, rappelant son passé de préfet sous Vichy, laissant entendre  qu'il porte la responsabilité d'un massacre de maquisards ; le quotidien souligne en outre que Boutemy est intimement lié au patronat et à « l'officine de corruption de la rue de Penthièvre ». Le lendemain et les jours suivants, le relais est pris par les députés communistes à l'Assemblée nationale et l'ensemble la presse du parti. Le 11 février, lâché par René Mayer qui a tenté, en vain, de le défendre devant les députés, Boutemy est contraint de démissionner de ses fonctions ministérielles.
En effet, André Boutemy a organisé et dirigé un guet-apens contre une trentaine de maquisards installés dans une ferme désaffectée au Magat, sur la commune de Montchal. Plus d'une centaine de policiers, gendarmes et GMR ont tué sur place cinq résistants, capturé 5 autres dont quatre ont été conduits à la prison Bellevue de Saint-Étienne puis au fort de la Duchère où ils ont été fusillés.
En juin 1957, André Boutemy est élu représentant de la France à l’Assemblée parlementaire de la CECA.
André Boutemy est réélu en 1958 au Sénat et siège dans la Haute Assemblée jusqu’à son décès. Il se rapproche également de l'ambassadeur soviétique à Paris, Sergueï Vinogradov, afin de contrer la ratification du traité sur la communauté européenne de défense (CED). Il préside également le groupe franco-soviétique au Sénat, ce qui lui vaut une gerbe de reconnaissance de Moscou sur sa tombe.